# Nery Brenes
Nery Antonio Brenes Cárdenas (Limón, 25 settembre 1985) è un velocista costaricano, specializzato nei 400 metri piani.

## Biografia
Nel 2005 partecipò ai mondiali di Helsinki dove fece esperienza ma non passò le eliminatorie.
Nel 2007 partecipa ai mondiali di atletica di Osaka in Giappone, dove arriva quarto in semifinale con il tempo di 45"14 e viene eliminato, dopo che in batteria con 45"01 aveva battuto il record nazionale. Nel 2008 prende parte alle Olimpiadi di Pechino, dove viene eliminato in semifinale, classificandosi decimo assoluto.
Nei due anni seguenti ebbe problemi per vari infortuni subiti, torna alle gare nel 2010 partecipando ai mondiali indoor arrivando a un soffio dal podio, quarto col tempo di 46"55.
Il 26 ottobre del 2011, vince la medaglia d'oro ai Giochi panamericani di Guadalajara con il tempo di 44"65, nuovo primato personale e record costaricano.
Il 10 marzo 2012 si aggiudica la medaglia d'oro ai Campionati mondiali indoor di Istanbul, col tempo di 45"11, record dei campionati. Nello stesso anno partecipa ai Giochi olimpici di Londra, dove però viene eliminato in batteria con il tempo di 45:65.
Nel 2014 torna sui suoi migliori livelli al meeting di Madrid, dove vince con 44:60, nuovo record personale e costaricano. Nel 2016 partecipa alle Olimpiadi di Rio de Janeiro presentandosi come portabandiera della Costa Rica. Viene eliminato in semifinale, finendo sesto in 45:02, così come nei 200 m, dopo che in batteria aveva stabilito il suo personale con 20:20, anch'esso primato costaricano.

## Palmarès
| Anno | Manifestazione             | Sede           | Evento      | Risultato  | Prestazione | Note                                     |
| ---- | -------------------------- | -------------- | ----------- | ---------- | ----------- | ---------------------------------------- |
| 2007 | Campionati NACAC           | San Salvador   | 200 m piani | Batteria   | 25"64       |                                          |
| 2007 | Campionati NACAC           | San Salvador   | 400 m piani | Bronzo     | 46"00       |                                          |
| 2007 | Mondiali                   | Osaka          | 400 m piani | Semifinale | 45"01       | Record nazionale                         |
| 2008 | Mondiali indoor            | Valencia       | 400 m piani | 4º         | 46"55       |                                          |
| 2008 | Giochi olimpici            | Pechino        | 400 m piani | Semifinale | 44"94       | Record nazionale                         |
| 2009 | Campionati CAC             | L'Avana        | 400 m piani | 4º         | 45"92       |                                          |
| 2009 | Campionati CAC             | L'Avana        | 4×400 m     | 10º        | 3'12"20     |                                          |
| 2010 | Mondiali indoor            | Doha           | 400 m piani | 4º         | 46"45       |                                          |
| 2010 | Campionati ibero-americani | San Fernando   | 400 m piani | Oro        | 45"19       |                                          |
| 2010 | Giochi CAC                 | Mayagüez       | 400 m piani | Oro        | 44"84       | Miglior prestazione personale            |
| 2010 | Giochi CAC                 | Mayagüez       | 4x400 m     | 7º         | 3'10"21     |                                          |
| 2011 | Mondiali                   | Taegu          | 400 m piani | Semifinale | 45"93       |                                          |
| 2011 | Giochi panamericani        | Guadalajara    | 400 m piani | Oro        | 44"65       | Record nazionale                         |
| 2012 | Mondiali indoor            | Istanbul       | 400 m piani | Oro        | 45"11       | Record dei campionati                    |
| 2012 | Giochi olimpici            | Londra         | 400 m piani | Batteria   | 45"65       |                                          |
| 2013 | Campionati CAC             | Morelia        | 400 m piani | 4º         | 46"22       |                                          |
| 2013 | Campionati CAC             | Morelia        | 4x400 m     | 6º         | 3'08"77     | Record nazionale                         |
| 2013 | Mondiali                   | Mosca          | 400 m piani | Semifinale | 46"34       |                                          |
| 2014 | Mondiali indoor            | Sopot          | 400 m piani | 6º         | 47"32       |                                          |
| 2014 | Giochi CAC                 | Veracruz       | 400 m piani | 8º         | 46"82       |                                          |
| 2014 | Giochi CAC                 | Veracruz       | 4x400 m     | 5º         | 3'08"02     |                                          |
| 2015 | Giochi panamericani        | Toronto        | 400 m piani | 4º         | 44"85       | Miglior prestazione personale stagionale |
| 2015 | Giochi panamericani        | Toronto        | 4×400 m     | 8º         | 3'05"21     |                                          |
| 2015 | Campionati NACAC           | San José       | 400 m piani | Argento    | 45"22       |                                          |
| 2015 | Campionati NACAC           | San José       | 4x400 m     | 6º         | 3'07"34     |                                          |
| 2015 | Mondiali                   | Pechino        | 400 m piani | Semifinale | 45"41       |                                          |
| 2016 | Mondiali indoor            | Portland       | 400 m piani | Semifinale | 46"49       | Miglior prestazione personale stagionale |
| 2016 | Giochi olimpici            | Rio de Janeiro | 200 m piani | Semifinale | 20"33       |                                          |
| 2016 | Giochi olimpici            | Rio de Janeiro | 400 m piani | Semifinale | 45"02       |                                          |
| 2017 | Mondiali                   | Londra         | 400 m piani | Batteria   | dq          |                                          |
| 2018 | Mondiali indoor            | Birmingham     | 400 m piani | Batteria   | dq          |                                          |
| 2018 | Giochi CAC                 | Barranquilla   | 400 m piani | Bronzo     | 45"61       |                                          |
| 2018 | Giochi CAC                 | Barranquilla   | 4×400 m     | 6º         | 3'08"31     |                                          |
| 2018 | Campionati NACAC           | Toronto        | 400 m piani | Argento    | 45"67       |                                          |
| 2019 | Giochi panamericani        | Lima           | 400 m piani | Batteria   | 47"48       | Miglior prestazione personale stagionale |